# قسم قشلاق الشرقي الريفي (مقاطعة بيله سوار)
قسم قشلاق الشرقي الريفي (بالفارسية: دهستان قشلاق شرقی) هي منطقة سكنية تقع في إيران في ناحية قشلاق دشت. يقدر عدد سكانها بـ 10,802 نسمة .